# Corée des villes, Corée des champs
 (août 2023).
Si vous disposez d'ouvrages ou d'articles de référence ou si vous connaissez des sites web de qualité traitant du thème abordé ici, merci de compléter l'article en donnant les références utiles à sa vérifiabilité et en les liant à la section « Notes et références ».
Corée des villes, Corée des champs est un recueil de six nouvelles de six auteurs coréens différents, sélectionnées par Jean-Claude Decrescenzo. L’ouvrage comprend :
- Les poncires de Yun Dae-nyeong

Un homme vivant avec son épouse sur l’île de Jéju reçoit la visite de sa tante, après des années sans se voir. Cette dernière était, dans sa jeunesse, rejetée par la famille, à la suite d'une série de comportements inacceptables dans la société coréenne.
- La lumière du printemps de Jeong Ji-a

Un vieil homme, très bourru, et très dur avec son fils depuis sa plus tendre enfance, perd petit à petit la tête. Le diagnostic médical est sans appel, il s’agit bien de démence sénile.
- La femme d’à côté de Ha Songnan

Au 507 s’est installée une femme de 28 ans, Myeong-hee. Elle se lie rapidement d’amitié avec Young-mi, puis avec son mari et enfin avec son jeune fils. Mais des objets semblent avoir disparu ou avoir été déplacés. Young-mi perd-elle la tête ou bien Myeong-hee est-elle derrière ces phénomènes ?
- Norme coréenne de Park Min-kyu

Shin Sok-hyun reçoit un appel d’un ancien camarade d’université, et de lutte après des années. C’est Giha, le leader étudiant qui, après avoir passé quelque temps en prison pour ses activités politiques est devenu militant écologiste qui tente tant bien que mal de faire vivre une exploitation agricole bio. La femme actuelle de Sok-hyun est l’ancienne petite amie de Giha. Ce dernier demande à son ancien compagnon de venir pour lui apporter son aide. De fait, l’exploitation est manifestement pillée par des soucoupes volantes. Ce qui peut faire un scoop pour Sok-hyun, qui travaille pour la télévision. Mais, pas si simple d’obtenir des vidéos des soucoupes volantes...
- La boulangerie-pâtisserie de New York de Kim Yeon-su

Souvenirs d’enfance du « petit dernier de la boulangerie-pâtisserie de New York près de la gare », des années après que ladite boulangerie a fermé pour céder la place à un restaurant de soupe de riz ouvert vingt-quatre heures sur vingt-quatre. L’évolution des ventes en fonction des saisons, la maladie de sa mère, véritable gérante du magasin, puis les difficultés financières consécutives à la mondialisation, tout est décrit avec plus ou moins de détail par le narrateur.
- Une guide des grottes de Séoul de Kim Mi-wol

Lorsqu’elle était petite, la guide a perdu sa mère à la mer. Celle-ci a été repêchée noyée avec une fillette au même maillot de bain que sa fille. La guide se sent responsable de la mort de sa mère qui n’aurait peut être pas eu lieu si elle ne s’était pas perdue sur la plage et que sa mère n’était pas partie à sa recherche. Logeant depuis quatre mois dans la chambre 203 d’un gosiwon situé en face d’une pharmacie, la guide travaille le jour dans une grotte artificielle où l’on a reconstitué un environnement naturel, en compagnie de Hong, l’hôtesse d’accueil. Sa voisine de la chambre 202 travaille à la pharmacie d’en face. Elle lui achète un jour un remède contre les maux de ventre, et la retrouve un soir suivant au gosiwon. Elle se lient d’amitié. Mais cette relation dure peu de temps car la femme du 202 se fait licencier pour avoir volé dans le stock de médicaments et recevoir des hommes le soir, ce qui n’est pas exactement vrai, mais seule la guide le sait, et il est déjà trop tard...